# 안치라나나주

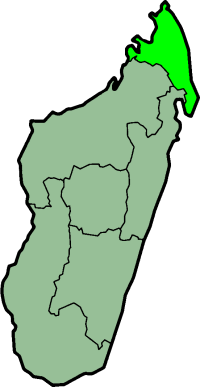
안치라나나주

안치라나나주(Antsiranana)는 마다가스카르의 주로, 주도는 안치라나나이며 면적은 43,406km2, 인구는 1,188,425명이다. 남동쪽으로는 토아마시나주, 남서쪽으로는 마하장가주와 인접해 있다.

## 행정 구역
| 1. 암반자 구 2. 암빌로베 구 3. 안다파 구 4. 안치라나나 교외 구 5. 안치라나나 6. 노시베 구 7. 삼바바 구 8. 보헤마르 구 |